# Sofía Vergara

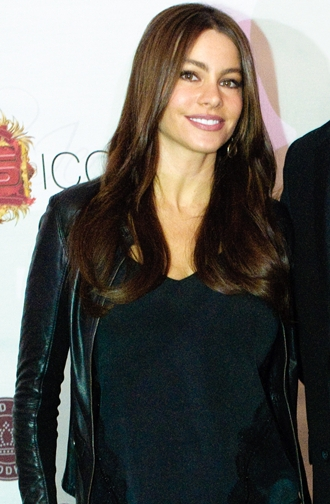
Sofía Vergara

Sofía Margarita Vergara Vergara (n. 10 iulie 1972, Barranquilla) este un fotomodel și o actriță columbiano-americană.
Vergara o interpretează pe Gloria Delgado-Pritchett în serialul ABC Modern Family, rol pentru care a fost nominalizată la patru  premii ale Golden Globe, patru Primetime Emmy Awards și șapte Screen Actors Guild Awards. În 2014, a fost clasată pe locul 32 în topul celor mai puternice femei din lume de către Forbes.

## Date biografice
Margarita a început cariera ca model după ce a făcut publicitate pentru pepsi. Ea a devenit moderatoare la postul TV latino-american "Univision" putând fi văzută la emisiunile "Fuera de serie" și "A que no te atreves". În 2002 Vergara ajunge la Hollywood unde joacă în filmele "Big Trouble", "Soul Plane", "Dogtown Boys și "Four Brothers". Mai apare și în filme TV ca "Hot Properties" și "Knights of Prosperity". Ea a fost distinsă în 2010 cu premiul Emmy, ca cea mai bună actriță a anului în roluri secundare din seriale comice.

## Filmografie

### Filme
| An   | Titlu                           | Rol               | Note                  |
| ---- | ------------------------------- | ----------------- | --------------------- |
| 2002 | Big Trouble                     | Nina              |                       |
| 2003 | Chasing Papi                    | Cici              |                       |
| 2004 | The 24th Day                    | Isabella          |                       |
| 2004 | Soul Plane                      | Blanca            |                       |
| 2005 | Lords of Dogtown                | Amelia            |                       |
| 2005 | Four Brothers                   | Sofi              |                       |
| 2006 | Grilled                         | Loridonna         |                       |
| 2006 | National Lampoon's Pledge This! | Ea însăși         |                       |
| 2008 | Tyler Perry's Meet the Browns   | Cheryl            |                       |
| 2009 | Madea Goes to Jail              | T.T.              |                       |
| 2011 | The Smurfs                      | Odile Anjelou     |                       |
| 2011 | New Year's Eve                  | Ava               |                       |
| 2011 | Happy Feet Two                  | Carmen            | Voce                  |
| 2012 | The Three Stooges               | Lydia Harter      |                       |
| 2013 | Escape from Planet Earth        | Gabby Babblebrook | Voce                  |
| 2013 | Machete Kills                   | Madame Desdemona  |                       |
| 2013 | Fading Gigolo                   | Selima            |                       |
| 2014 | Chef                            | Inez              |                       |
| 2015 | Wild Card                       | D. D.             |                       |
| 2015 | Hot Pursuit                     | Daniella Riva     | + producător executiv |
| 2016 | The Brits Are Coming            |                   | Filmare               |